# إعلانات الحرب خلال الحرب العالمية الثانية

خريطة متحركة للمسرح الأوروبي للحرب العالمية الثانية.

الجدول الزمني لإعلانات الحرب خلال الحرب العالمية الثانية.
إعلان الحرب هو إجراء رسمي تدخل بموجبه دولة ما في حرب ضد دولة أخرى. وعادة ما يكون الإعلان بمثابة إلقاء خطاب أداء أو تقديم وثيقة موقعة من قبل جهة معتمدة من الحكومة الوطنية من أجل إعلان حالة حرب بين دولتين أو أكثر من الدول ذات السيادة. وجرى تحديد البروتوكول الدولي الرسمي لإعلان الحرب في مؤتمر لاهاي للسلام عام 1907 (أو لاهاي الثاني).

## قائمة إعلانات الحرب
فيما يلي جدول يوضح اندلاع الحروب بين الدول خلال الحرب العالمية الثانية. مُشار إليها بالتواريخ (أثناء الاستعداد المباشر للحرب العالمية الثانية أو أثناء الحرب)، والتي ظهرت منها حالة الحرب الفعلية بين الدول. ويوضح الجدول كلًا من «الدولة (الدول) البادئة» والدولة التي استهدفها العدوان، أو «الدولة (الدول) المستهدفة». وتشمل الأحداث المدرجة تلك التي حدث فيها قطع دبلوماسي بسيط للعلاقات دون أن ينطوي على أي اعتداء فعلي، وكذلك تلك التي تنطوي على تصريحات علنية أو أعمال عدوانية. وفي حالات نادرة وقعت حرب بين دولتين مرتين، مع فترة سلام متقطعة. والقائمة هنا لا تتضمن معاهدات السلام أو فترات الهدنة.
| رمز النوع (العمود الرابع) |                                                                                  |
| A                         | الهجوم دون إعلان مسبق أو رسمي للحرب                                              |
| C                         | الإعلان و/أو الهجوم دون إجراء معياري أو رسمي، أحيانًا يسبق بذريعة حرب أو أمر واقع |
| U                         | التوصل إلى حالة حرب من خلال الإنذار النهائي                                      |
| W                         | إعلان حرب رسمي                                                                   |

| التاريخ       | الدولة البادئة | الدولة المستهدفة                         | النوع | ملاحظات | الوثيقة/الحدث |
| 1939-09-01    | ألمانيا | بولندا                                   | A     | بدأ الهجوم الألماني في الساعة 4:44 صباحًا، بتوقيت برلين ووارسو | غزو |
| 1939-09-01    | سلوفاكيا | بولندا                                   | A     | | غزو |
| 1939-09-03    | المملكة المتحدة أستراليا نيوزيلندا تونغا إمارة شرق الأردن | ألمانيا                                  | U     | في الساعة 11:15 صباحًا بتوقيت لندن ألقى رئيس الوزراء البريطاني نيفيل تشامبرلين خطاب الإنذار علنًا. نظرًا إلى أن تشريع وستمنستر لعام 1931 لم يكن قد صدق بعد من قبل برلماني أستراليا ونيوزيلندا، كان إعلان الحرب البريطاني على ألمانيا أيضًا ينطبق على تلك الدومينيونات. لم تكن تونغا دومينيون خاضعًا للسيادة البريطانية، بل كانت جزءًا من الكومنولث البريطاني (دولة محمية تابعة للمملكة المتحدة والإمبراطورية البريطانية) وأعلنت الحرب بشكل منفصل، إلى جانب بريطانيا (نظرًا إلى أنها تدير شؤونها الخارجية). | إعلان المملكة المتحدة للحرب |
| 1939-09-03    | فرنسا المغرب تونس | ألمانيا                                  | U     | انتهى الإنذار الفرنسي لألمانيا بعد ساعات قليلة من الإنذار البريطاني، الساعة 17:00. | إعلان فرنسا للحرب |
| 1939-09-04    | نيبال | ألمانيا                                  | W     | | إعلان حرب |
| 1939-09-06    | جنوب أفريقيا | ألمانيا                                  | W     | | إعلان حرب |
| 1939-09-10    | البحرين كندا عمان | ألمانيا                                  | W     | يُنظر إلى إعلان كندا بعد عدة أيام من إعلان المملكة المتحدة على أنه لحظة فاصلة في الحكم الداخلي الكندي والسيادة الكندية. أما البحرين، ونظرًا إلى وضعها كدولة محمية للمملكة المتحدة، فقد كانت من الناحية الفنية في حالة حرب اعتبارًا من إعلان بريطانيا، وهذا إقرار بإعلان الحرب من قبل بريطانيا (بسبب الإكراه من قبل المستشار)، عمان تحت النفوذ البريطاني، أُجبرت على المشاركة في المجهود الحربي | إعلان حرب إعلان حرب |
| 1939-11-30    | الاتحاد السوفيتي | فنلندا                                   | A     | الحرب الثانية بين هاتين الدولتين (بعد ال غزو الفنلندي في 1918-1920) | غزو |
| 1940-04-09    | ألمانيا | الدنمارك النرويج                         | A     | | غزو الدنمارك غزو النرويج |
| 1940-04-12    | المملكة المتحدة | جزر فارو                                 | A     | | غزو |
| 1940-05-10    | ألمانيا | بلجيكا هولندا                            | A/W   | تاريخ الاعتداء الألماني في الغرب، وإعلان حرب رسمي من بلجيكا وهولندا | بلجيكا هولندا |
| 1940-05-10    | المملكة المتحدة | آيسلندا                                  | A     | | غزو |
| 1940-06-10    | إيطاليا | فرنسا المملكة المتحدة                    | W     | | فرنسا والمملكة المتحدة |
| 1940-06-10    | كندا | إيطاليا                                  | W     | | إعلان حرب |
| 1940-06-11    | جنوب أفريقيا أستراليا نيوزيلندا فرنسا | إيطاليا                                  | W     | | جنوب أفريقيا أستراليا نيوزيلندا فرنسا |
| 1940-07-03    | المملكة المتحدة | فرنسا الفيشية                            | A     | قطعت فرنسا الفيشية العلاقات الدبلوماسية مع المملكة المتحدة في 8 يوليو عام 1940 | هجوم |
| 1940-09-09    | إيطاليا | مصر                                      | A     | لم تعلن مصر رسميًا الحرب على إيطاليا | غزو |
| 1940-09-22    | اليابان | فرنسا الفيشية                            | A     | احتلت القوات اليابانية الهند الصينية الفرنسية | غزو |
| 1940-09-23    | فرنسا الحرة المملكة المتحدة أستراليا | فرنسا الفيشية                            | A     | | غزو |
| 1940-10-؟؟    | تايلاند | فرنسا الفيشية                            | A     | | الحرب الفرنسية التايلاندية |
| 1940-10-28    | إيطاليا | اليونان                                  | U     | غزت إيطاليا اليونان | غزو |
| 1940-11-23    | بلجيكا (من المنفى) | إيطاليا                                  | W     | | إعلان حرب |
| 1941-02-05    | فرنسا الحرة | إيطاليا                                  | A     | | غزو |
| 1941-04-06    | ألمانيا | اليونان                                  | W     | | غزو |
| 1941-04-06    | ألمانيا إيطاليا | يوغسلافيا                                | A     | | غزو |
| 1941-04-07    | يوغسلافيا | المجر                                    | A     | بعد ال غزو الألماني، قصف لمواقع مجرية | غزو |
| 1941-04-14    | ألمانيا | مصر                                      | A     | مصر لم تعلن الحرب رسميًا حتى عام 1945 | غزو |
| 1941-05-02    | المملكة المتحدة | العراق                                   | A     | | غزو |
| 1941-06-08    | فرنسا الحرة | ألمانيا                                  | A     | | غزو |
| 1941-06-22    | ألمانيا إيطاليا | الاتحاد السوفيتي                         | W     | أعلنت ألمانيا الحرب في نفس وقت الهجوم | غزو |
| 1941-06-22/24 | رومانيا | الاتحاد السوفيتي                         | A     | في 22 يونيو أعلن الزعيم الروماني يون أنتونيسكو «الحرب المقدسة» لاستعادة أراضي الأجداد وضد البلشفية في نداء للأمة. بدأ الجيش الروماني عمليات عسكرية محدودة. في 24 يونيو أعلنت رومانيا الحرب رسميًا على الاتحاد السوفيتي. | |
| 1941-06-22    | توفا | ألمانيا                                  | W     | كانت توفا دولة عميلة للاتحاد السوفيتي. وأصبحت جزءًا من الاتحاد السوفيتي منذ عام 1944 | |
| 1941-06-24    | بلغاريا | اليونان يوغسلافيا                        | A     | أعلنت بلغاريا الحرب على اليونان ويوغسلافيا | |
| 1941-06-25    | فنلندا | الاتحاد السوفيتي                         | W     | أعلنت فنلندا حالة حرب مع الاتحاد السوفيتي، وهي الحرب الثالثة بين هاتين الدولتين | حرب الاستمرار |
| 1941-06-27    | المجر | الاتحاد السوفيتي                         | C     | بعد قصف عدة مواقع مجرية، عندما أنهى الجيش المجري هجومًا سوفيتيًا، قررت الحكومة أن البلدين كانا متحاربين بالفعل، دون موافقة البرلمان، في غياب الوصي على العرش. | غزو |
| 1941-08-25    | الاتحاد السوفيتي المملكة المتحدة أستراليا | إيران                                    | A     | | غزو |
| 1941-12-05    | المملكة المتحدة | فنلندا رومانيا المجر                     | W     | | إعلان حرب |
| 1941-12-06    | فنلندا رومانيا | المملكة المتحدة                          | W     | | إعلان حرب |
| 1941-12-07    | المملكة المتحدة | المجر                                    | W     | إعلان المملكة المتحدة للحرب من 05/12/1941 دخل حيز التنفيذ في 07/12/1941 بعد دقيقة واحدة من منتصف الليل | إعلان حرب |
| 1941-12-07    | اليابان | الولايات المتحدة المملكة المتحدة تايلاند | A     | بُعثت رسالة رسمية لوقف المحادثات الدبلوماسية، لكنها وصلت بعد بدء الهجمات، لكن هذا لم يكن إعلان حرب. | إعلان حرب نُشر بعد: - الهجوم على بيرل هاربر - غزو هونغ كونغ - غزو تايلاند |
| 1941-12-07    | كندا أستراليا نيوزيلندا | فنلندا رومانيا المجر                     | W     | | إعلان حرب |
| 1941-12-07    | كندا بنما يوغسلافيا (من المنفى) | اليابان                                  | W     | | إعلان حرب |
| 1941-12-08    | المملكة المتحدة الولايات المتحدة كندا أستراليا كوستاريكا جمهورية الدومينيكان السلفادور فرنسا الحرة غواتيمالا اليونان (من المنفى) هايتي هندوراس هولندا (من المنفى) نيوزيلندا نيكاراغوا الفلبين تونغا | اليابان                                  | W     | بعد هجوم على بيرل هاربر، أعلنت العديد من الدول حالة الحرب على اليابان | إعلان الحرب البريطاني إعلان الحرب الأمريكي إعلان الحرب الكندي إعلان الحرب الأسترالي إعلان الحرب الكوستاريكي إعلان الحرب الدومينيكاني إعلان الحرب الغواتيمالي إعلان الحرب السلفادوري إعلان الحرب الهايتي إعلان الحرب الهندوراسي إعلان الحرب الهولندي إعلان الحرب النيوزيلندي إعلان الحرب النيكاراغوي إعلان الحرب الفلبيني إعلان الحرب التونغي |
| 1941-12-08    | جنوب أفريقيا | اليابان فنلندا رومانيا المجر             | W     | | إعلان الحرب الجنوب أفريقي |